# Advokátka (film)
Advokátka je československý film z roku 1977. Jako předloha posloužila režisérovi Andreji Lettrichovi kniha Jozefa A. Talla, s nímž spolupracoval na scénáři. Jde o psychologické drama z období československé normalizace, příběh mladé obhájkyně, která se ocitla v těžké situaci, když naráží na obtíže ve své počínající profesní dráze i komplikace v soukromém životě.
Hlavní roli dr. Anny Javorské ztvárnila Emília Vášáryová-Horská, jejího manžela, výrobního náměstka podniku Pavla Javorského Svatopluk Matyáš slovensky předabovaný Michalem Dočolomanským. Dále zde hráli Hana Packertová s hlasem Idy Rapaičové (Annina sestra Zuzka Štrbíková), Jaroslava Obermaierová (dozorkyně), Viliam Záborský (Annin vedoucí dr. Gaznár), Július Vašek (obviněný Demin), Dana Medřická (Deminova žena), z českých herců se objevil např. i František Filipovský dabovaný Ľudovítem Greššem (Zuzčin pacient a svědek v Deminově případu Michal Dolan), Jiří Adamíra s hlasem Ela Romančíka (předseda soudu v Deminově případu), Jiří Holý (prokurátor v Deminově případu) a další.
Zajímavostí je, že jako odborný poradce působil v produkčním štábu tehdejší vyučující na Právnické fakultě Univerzity Komenského v Bratislavě a budoucí slovenský prezident Ivan Gašparovič. Vedoucím výroby byl Karol Bakoš. Snímek vyrobila Slovenská filmová tvorba Bratislava, Filmové laboratoře Bratislava-Koliba v roce 1977 a distribuovala Slovenská půjčovna filmů v Bratislavě, svou premiéru měl v březnu 1978.